# لولكان
لولكان هي قرية في مقاطعة أشنوية، إيران. يقدر عدد سكانها بـ 918 نسمة بحسب إحصاء 2016.